# Leptogenys aspera
Leptogenys aspera är en myrart som först beskrevs av Andre 1889.  Leptogenys aspera ingår i släktet Leptogenys och familjen myror. Inga underarter finns listade i Catalogue of Life.